# جلال آباد (قرغيزستان)
جلال آباد هي مدينة، في قيرغيزستان، تتبع جلال أباد أوبلاستي ، وهي عاصمتها، بلغ عدد سكانها 89,004 نسمة في 2009.

## المناخ
يظهر الجدول التالي التغييرات المناخية على مدار السنة لجلال آباد:
| البيانات المناخية لـجلال آباد         | البيانات المناخية لـجلال آباد | البيانات المناخية لـجلال آباد | البيانات المناخية لـجلال آباد | البيانات المناخية لـجلال آباد | البيانات المناخية لـجلال آباد | البيانات المناخية لـجلال آباد | البيانات المناخية لـجلال آباد | البيانات المناخية لـجلال آباد | البيانات المناخية لـجلال آباد | البيانات المناخية لـجلال آباد | البيانات المناخية لـجلال آباد | البيانات المناخية لـجلال آباد | البيانات المناخية لـجلال آباد |
| الشهر                                 | يناير                         | فبراير                        | مارس                          | أبريل                         | مايو                          | يونيو                         | يوليو                         | أغسطس                         | سبتمبر                        | أكتوبر                        | نوفمبر                        | ديسمبر                        | المعدل السنوي                 |
| ------------------------------------- | ----------------------------- | ----------------------------- | ----------------------------- | ----------------------------- | ----------------------------- | ----------------------------- | ----------------------------- | ----------------------------- | ----------------------------- | ----------------------------- | ----------------------------- | ----------------------------- | ----------------------------- |
| متوسط درجة الحرارة الكبرى °م (°ف)     | 1.7 (35.1)                    | 4.6 (40.3)                    | 12.5 (54.5)                   | 21.2 (70.2)                   | 26.5 (79.7)                   | 31.5 (88.7)                   | 33.1 (91.6)                   | 31.5 (88.7)                   | 27.1 (80.8)                   | 19.7 (67.5)                   | 11.2 (52.2)                   | 4.0 (39.2)                    | 18.7 (65.7)                   |
| متوسط درجة الحرارة الصغرى °م (°ف)     | −7.8 (18.0)                   | −5.3 (22.5)                   | 1.6 (34.9)                    | 8.5 (47.3)                    | 13.0 (55.4)                   | 16.5 (61.7)                   | 18.1 (64.6)                   | 16.1 (61.0)                   | 11.1 (52.0)                   | 5.3 (41.5)                    | −0.4 (31.3)                   | −4.7 (23.5)                   | 6.0 (42.8)                    |
| الهطول مم (إنش)                       | 37 (1.5)                      | 44 (1.7)                      | 58 (2.3)                      | 62 (2.4)                      | 52 (2.0)                      | 23 (0.9)                      | 12 (0.5)                      | 5 (0.2)                       | 9 (0.4)                       | 43 (1.7)                      | 35 (1.4)                      | 36 (1.4)                      | 416 (16.4)                    |
| المصدر: Climate-Data.org,Climate data |                               |                               |                               |                               |                               |                               |                               |                               |                               |                               |                               |                               |                               |